# Saccolaimus flaviventris
Saccolaimus flaviventris är en insektsätande småfladdermus som beskrevs av Wilhelm Peters (1815–1883) år 1867. Dess artnamn på engelska (yellow-bellied sheath-tailed bat) och på tyska (Gelbbauch-Scheidenschwanzfledermaus) betyder "gulmagad skidsvansfladdermus".
Saccolaimus flaviventris ingår i släktet Saccolaimus och familjen frisvansade fladdermöss (Emballonuridae). IUCN kategoriserar arten globalt som livskraftig. Inga underarter finns listade i Catalogue of Life.
Arten är med svans upp till 87 mm lång. Den kännetecknas på ryggen och på huvudets topp av svart päls och undersidan är täckt av vit- till gulaktig päls. Den ljusa pälsen kan nå upp till axlarna och till öronens baksida. Hos Saccolaimus flaviventris förekommer smala vingar, ett avplattat huvud och en något spetsig nos. Ett säckformigt organ finns på hannarnas strupe och honor har ett naket område på strupen.
Denna fladdermus förekommer i stora delar av Australien. Den saknas i kontinentens sydvästra del. Habitatet varierar mellan skogar och öppna regioner. I torra områden vistas den främst i oaser. Individerna vilar ensam eller som grupp i trädens håligheter.
Arten jagar olika insekter och flyger ovanför skogen eller över öppna landskap. Mellan december och mars föder honor en unge per kull. Saccolaimus flaviventris jagar med hjälp av ekolokalisering och ljudens frekvens ligger oftast mellan 15 och 24 kHz. Frekvensens variation kan ligga mellan 9 och 33 kHz.